# Теслюк Михайло Юрійович

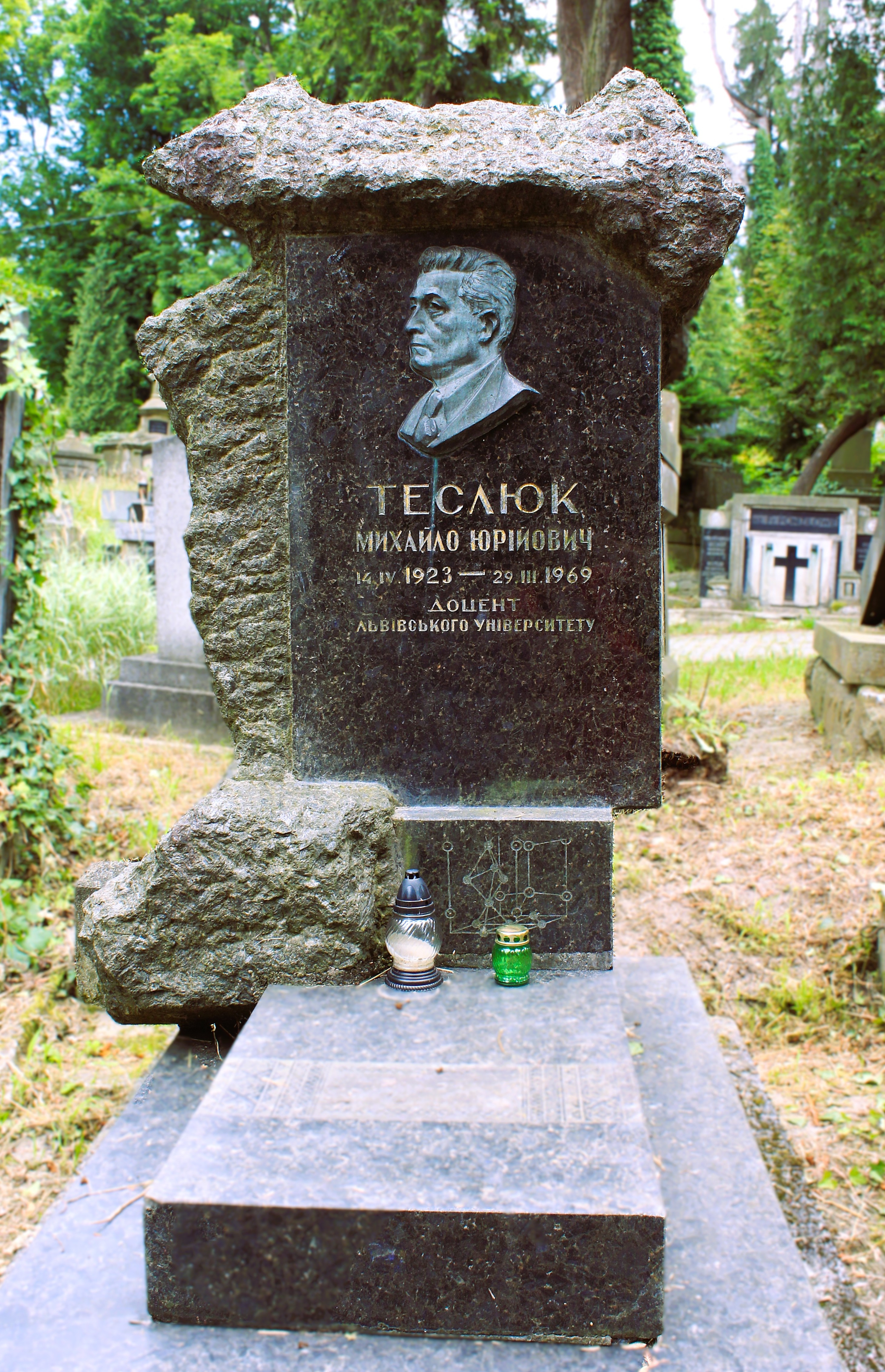
Надгробок на могилі Михайла Теслюка.

Теслюк Михайло Юрійович — український вчений в галузі кристалохімії, кандидат хімічних наук, доцент кафедри неорганічної хімії Львівського державного університету імені Івана Франка.

## Життєпис
Теслюк Михайло Юрійович народився 14 квітня 1923 р. у с. Батятичі Кам'янко-Бузького району Львівської області в сім'ї селян. У 1937 році закінчив п'ятирічну школу з відмінними оцінками. Далі він продовжував освіту в середній школі м. Кам'янка, де за бездоганне навчання мав можливість навчатися безкоштовно. У воєнні роки продовжував навчання в хімічній школі м. Львова, що звільнило його від роботи в Німеччині. Першим місцем праці був Львівський лакофарбовий завод, де Михайло Юрійович працював спочатку робітником, а потім начальником нітро-емалевого цеху. У 1945 році екстерном закінчив школу й наступного року вступив на хіміко-технологічний факультет Львівського політехнічного інституту. Але вже 1947 року він навчався на хімічному факультеті Львівського державного університету імені Івана Франка, який закінчив з відзнакою у 1952 році, а у 1956 р. — аспірантуру. У 1952—1953 роках інженер-лаборант Апшерлон, авторемонт, заводу, 1956—1966 роках асистент, з 1966 року — доцент кафедри неорганічної хімії Львівського університету. У 1965 році Михайло Теслюк захистив кандидатську дисертацію на тему: «Потрійні тернарні сполуки зі структурою фаз Лавеса», яка була дев'ятою по рахунку у Львівській кристалохімічній школі. Михайло Юрійович Теслюк помер 30 березня 1969 року.
Похований на 59 полі Личаківського цвинтаря.

## Наукові інтереси
Наукові інтереси Теслюка Михайла Юрійовича стосувалися дослідження в галузі фізико-хімічного аналізу металічних систем, кристалохімії та вивчення властивостей інтерметалічних сполук. Він систематизував відомості про фази Лавеса та споріднені структури, визначив закономірності їхнього утворення та будови. Михайло Юрійович синтезував понад 100 нових сполук, серед яких були нові структурні типи, котрі досі знаходять своїх представників. Упродовж своєї наукової діяльності він був керівником 22 дипломних робіт та однієї дисертаційної роботи.

## Вибрані публікації
Автор близько 40 наукових праць, зокрема:
- Розчинність олова в MgCu2 (Наукові записки Львівського університету. Серія хімічна. 1955. Випуск 4).
- Кристаллическая структура соединения MnInCu4 (Доклад АН УССР. 1961. Выпуск № 8).
- Металлические соединения со структурами фаз Лавеса (Москва, 1969).

## Літературні джерела
Бодак О., Гладишевський Є. До 100-річчя кафедри неорганічної хімії // Вісник Львівського університету, Серія хімічна, 1995, Випуск 34.